# Complejo endorreico de Espera
El Complejo Endorreico de Espera incluye tres lagunas, denominadas Hondilla, Salada de Zorrilla y Dulce de Zorrilla, situadas en el término municipal de Espera, en la provincia de Cádiz, protegidas en 1987 mediante Ley del Parlamento de Andalucía como Reservas Integrales Zoológicas, declarando además una Zona Periférica de Protección que las envuelve. El Plan Rector de las Reservas Naturales de las Lagunas de Cádiz, publicado en 1991, adapta la denominación de la figura de protección Reserva Integral Zoológica a la de Reserva Natural y agrupa a estas tres y la Zona Periférica de Protección bajo la denominación de Complejo Endorreico de Espera.
La superficie protegida total es de 437,8 ha. Su valor ecológico reside en ser punto vital para la conservación de avifauna lacustre autóctona (fochas, ánades, garcetas, garzas, rapaces...), destacando especies en peligro de extinción.

## Laguna Hondilla
La más pequeña de las lagunas de Espera ocupa tan solo una superficie de 2,9 ha. Su perímetro es casi circular, con 170 x 140 m. A pesar de su nombre, es también la más somera de las tres, poseyendo una profundidad cercana al metro.
Es ésta una laguna oligotrofa, esto es, pobre en nutrientes, lo que la diferencia del resto de las lagunas de Cádiz y posibilita el desarrollo de una flora muy particular.
La vegetación sumergida está dominada por Potamogeton pectinatus, Zannichellia obtusifolia y especies de Chara. Aparecen además, en exclusiva para esta laguna, dos especies flotantes: Utricularia australis es una planta superior poco frecuente y la pequeña hepática flotante Ricciocarpus natans, que suele encontrarse entre la vegetación emergente, generalmente de bayunco (Scirpus lacustris ), que rodea toda la laguna. En su zona interna, solo en los puntos más profundos, aparecen rodales de enea (Typha dominguensis ). En la orilla opuesta a la carretera y en la derecha el carrizo (Phragmites australis ) alcanza un buen desarrollo por encima del bayunco. Los carrizos conviven con las castañuelas (Scirpus maritimus) en estas zonas. Por encima de éstos crece una variedad de plantas terrestres de carácter nitrófilo.
El resto del perímetro no ha sido aún colonizado por el carrizo y la castañuela, apareciendo tras el cinturón de bayunco algunos pies de Veronica anagallis-aquatica.

## Laguna Salada de Zorrilla

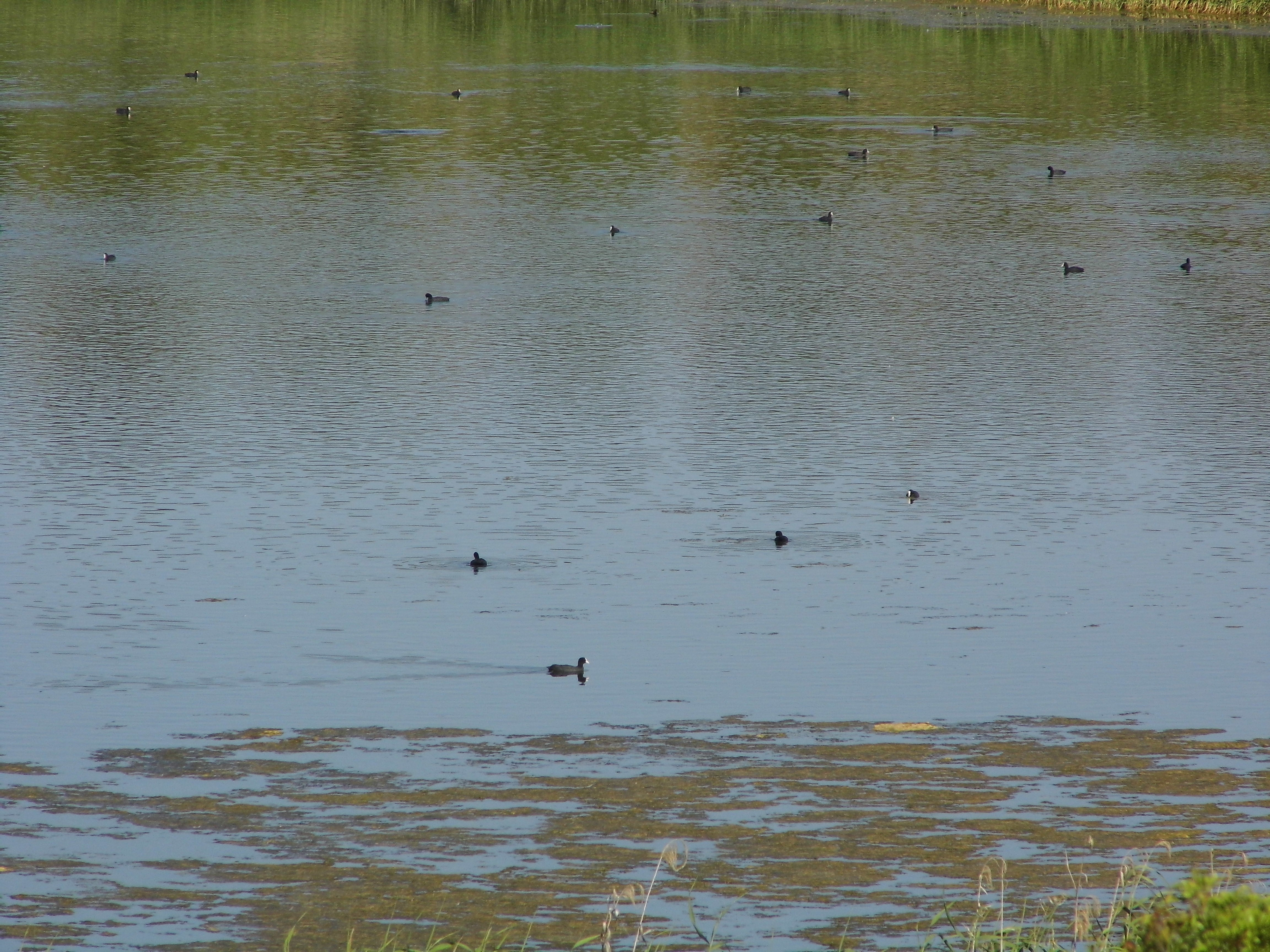
Fochas en la laguna de la Zorrilla

Es la mayor de las lagunas de Espera, con una superficie aproximada de 23 ha. Es relativamente profunda, manteniendo cierta estabilidad del nivel de sus aguas, aunque llega a secarse en los años más secos. Su fisionomía se ve alterada por la construcción de varios diques artificiales que la atraviesan por su radio menor. Como indica su nombre, es la que posee mayor concentración de sales de entre las lagunas de Espera.
Entre los macrófitos sumergidos aparecen Chara aspera, Ruppia drepanensis , Zannichellia obtusifolia y Potamogeton pectinatus. La mayor parte de sus orillas están pobladas por carrizos y, en menor medida, por tarajes, que cubren además totalmente los diques anteriormente mencionados y aparecen también dispersos por todo el entorno de la laguna. En las zonas altas el carrizo se mezcla con la castañuela y hay macollas de Juncus acutus y Scirpus holoschoenus salpicadas en estos.

## Laguna Dulce de Zorrilla
Situada al sur de las dos anteriores, es la laguna más profunda de este complejo y, por tanto, la que mayor estabilidad hídrica posee, manteniéndose con agua incluso durante las más duras sequías. Es esta estabilidad la que ha permitido a una planta perenne, Ceratophyllum demersum, colonizar la práctica totalidad de sus fondos. Junto a ésta se desarrollan las algas Chara connivens y Chara aspera. También se encuentran sumergidas las ubicuas Zannichelia obtusifolia y Potamogeton pectinatus y, en las zonas más someras, Ranunculus peltatus. También se encuentra Veronica anagallis-aquatica.
La vegetación emergente está dominada por el carrizo, que forma que una banda bastante amplia en todo su perímetro. Tan solo ocupan las eneas una mancha cercana al carril de acceso. Se extienden hasta el límite de la lámina de agua. El taraje es muy escaso, encontrándose únicamente algunos ejemplares en la margen izquierda.

## Conservación
La asociación Sociedad Española de Ornitología (SEO/BirdLife@) colabora activamente en su mantenimiento.
La zona fue incorporada al programa SACRE de Seguimiento de Aves Reproductoras de España, y se hicieron estudios sobre el Milano y "Microorganismos en Laboreo de Conservación".